# Я̀
Cette page contient des caractères spéciaux ou non latins. S’ils s’affichent mal (▯, ?, etc.), consultez la page d’aide Unicode.
Le ia accent grave (capitale Я̀, minuscule я̀) est une lettre de l'alphabet cyrillique utilisée dans certaines langues lorsque l’intonation est indiquée à l’aide de l’accent grave.

## Utilisations
Le Я̀ est utilisé en bulgare lorsque l’intonation d’une syllabe est indiquée sur la voyelle Я.

## Représentations informatiques
Le ia accent grave peut être représenté avec les caractères Unicode suivants :
- décomposé (cyrillique, diacritiques) :

| formes    | représentations | chaînes de caractères | points de code | descriptions                                            |
| --------- | --------------- | --------------------- | -------------- | ------------------------------------------------------- |
| capitale  | Я̀               | Я◌̀                    | U+042F U+0300  | lettre majuscule cyrillique ia diacritique accent grave |
| minuscule | я̀               | я◌̀                    | U+044F U+0300  | lettre minuscule cyrillique ia diacritique accent grave |